# Валькова, Екатерина Игоревна
Екатерина Игоревна Валькова (род. 17 мая 1991, Лабинск, Краснодарский край) — российская дзюдоистка, чемпионка и призёр чемпионатов России, призёр чемпионатов Европы, мастер спорта России международного класса. Член сборной команды страны с 2013 года. Участвовала в Олимпийских играх 2016 года в Рио-де-Жанейро. В 1/16 финала проиграла голландской спортсменке Анике ван Эмден и выбыла из дальнейшей борьбы.

## Спортивные результаты
- Первенство Европы по дзюдо среди кадетов 2007 — ;
- Первенство России по дзюдо среди молодёжи 2010 — ;
- Первенство Европы по дзюдо среди юниоров 2010 — ;
- Первенство России по дзюдо среди молодёжи 2011 — ;
- Первенство России по дзюдо среди молодёжи 2012 — ;
- Чемпионат России по дзюдо 2012 — ;
- Чемпионат России по дзюдо 2013 — ;
- Чемпионат России по дзюдо 2015 — ;
- Чемпионат России по дзюдо 2019 — ;
- Чемпионат России по дзюдо 2021 — ;
- Дзюдо на Всероссийской спартакиаде 2022 — ;
- Кубок России по дзюдо 2022 — ;